# Liste von Persönlichkeiten der Stadt Nysa
Die folgende Liste enthält Personen, die in der deutschen Stadt (bis 1945) Neisse und die in der polnischen Stadt (ab 1945) Nysa geboren wurden, sowie solche, die zeitweise dort gelebt und gewirkt haben. Die Liste erhebt keinen Anspruch auf Vollständigkeit.

## In Neisse geborene Persönlichkeiten

### Bis 1800
- Eberhard von Neisse (um 1250–1326), Bischof des Ermlands
- Michael Czacheritz (1420–1489), Propst des Augustiner-Chorherrenstifts Glatz
- Johannes Unglaube (um 1445 – um 1520), Propst und Meister am Kreuzherrenstift zu Neisse
- Dominicus Sleupner (um 1483–1547), evangelischer Theologe und Reformator
- Michael Weiße (1488–1534), Geistlicher der Unität der Böhmischen Brüder, Kirchenlieddichter und -komponist
- Valentin Krautwald (um 1490–1545), Theologe und Humanist
- Martin Helwig (1516–1574), Geograph und Pädagoge, Entwurf der ersten Landkarte von Schlesien
- Kaspar von Logau (1524–1574), Bischof
- Markus Ambrosius (1530/1535–nach 1592), deutscher Humanist und Frühparacelsist
- Adam Weisskopf (1533–1605), Titularbischof von Nicopolis und Weihbischof in Breslau
- Johannes Ferinarius (1534–1602), Pädagoge und lutherischer Theologe
- Herman Han (1574–1627/28), schlesischer Maler
- Martin Kohlsdorf (um 1585–1624), Titularbischof von Nicopolis und Weihbischof in Breslau
- Karl Franz Neander von Petersheide (1626–1693), Titularbischof von Nicopolis und Weihbischof in Breslau
- Bernhard Sannig (1638–1704), Theologe
- Johannes Hancke SJ (1644–1713), Professor für Theologie und Mathematik
- Tobias Ackermann (1656–1722), Abt des Zisterzienserklosters Heinrichau
- Dominicus Geyer (1662–1726), Abt des Zisterzienserklosters Grüssau
- Johann Georg Carl von Hannig (~1709/10–1784), österreichischer Feldmarschallleutnant
- Konstantin Haschke (1717–1778), schlesischer Zisterzienser und Abt der vereinigten Klöster Heinrichau und Zirc
- August Gottfried Wilhelm Andreae (1757–1830), Kriegs- und Domänenrat
- Thomas Cranz (1785/1786–1853), deutscher Zeichner der Romantik
- August Wilhelm von Neumann-Cosel (1786–1865), preußischer General der Infanterie, 1841–48 Chef des Militärkabinetts

### 1801 bis 1900
- Heinrich von Schweinitz (1805–1879), preußischer Generalleutnant
- Karl von Byla (1806–1852), Verwaltungsjurist, Landrat des preußischen Kreises Nordhausen
- Woldemar von Schleswig-Holstein-Sonderburg-Augustenburg (1810–1871), preußischer General der Kavallerie, Kommandant von Neisse
- Friedrich von Sallet (1812–1843), Lyriker und Essayist
- Friedrich Wilhelm Held (1813–1872), Journalist, Zeitschriftenherausgeber, Schriftsteller und Politiker
- Karl Friedrich Wilhelm von Winterfeldt (1813–1867), preußischer Generalmajor
- Karl von Kraewel (1814–1891), preußischer Generalmajor
- Theodor Paur (1815–1892), Historiker, Philologe und Abgeordneter
- Friedrich Hugo Werner (1815–1906), deutscher Reichsgerichtsrat
- Theodor Jacobi (1816–1848), Philologe und Hochschullehrer
- Hugo von Thile (1817–1894), General der Infanterie
- Rudolf von Krosigk (1817–1874), preußischer Generalleutnant
- Arnold Mendelssohn (1817–1854), deutscher Arzt
- Max Ernst Wichura (1817–1866), Botaniker

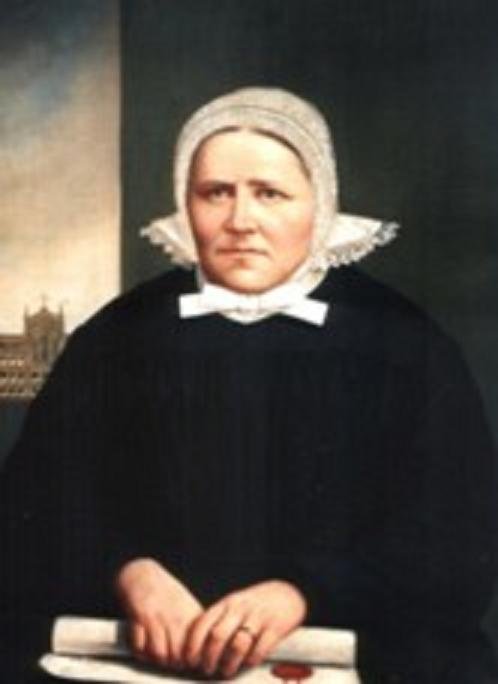
Maria Merkert

- Maria Merkert (1817–1872), Mitbegründerin der Kongregation der Schwestern von der Hl. Elisabeth; 2007 seliggesprochen
- Franz Xaver Karker (1818–1892), Propst der St. Hedwigs-Kirche in Berlin
- Franz Künzer (1819–1881), katholischer Theologe
- Theodor Poleck (1821–1906), Chemiker und Pharmazeut
- David August Rosenthal (1821–1875), Arzt, Publizist und Schriftsteller; jüdischer Konvertit zum katholischen Glauben
- Wilhelm von der Osten (1824–1895), preußischer Generalleutnant und Divisionskommandeur
- Carl Faust (1825–1892), preußischer Militärmusiker und Komponist
- Emanuel Hoffmann (1825–1900), klassischer Philologe
- Emil Hermann Konstantin Wilhelmi (1826–1900), preußischer Generalmajor und Kommandant der Festung Torgau
- Ferdinand von Bockelmann (1831–1891), preußischer Generalmajor
- Emanuel Oskar Deutsch (1831–1872), Orientalist
- Heinrich Fiedler (1833–1899), Geologe, Mineraloge und Pädagoge
- Hermann Herlitz (1834–1920), evangelischer Pastor
- Siegmund Haber (1835–1895), deutscher Publizist und Schriftsteller
- Julius Lohmeyer (1835–1903), deutscher Schriftsteller
- Friedrich Synold von Schüz (1840–1915), preußischer Generalleutnant
- Paul Pochhammer (1841–1916), preußischer Offizier
- Hugo Samuel von Richthofen (1842–1904), deutscher Verwaltungsjurist
- Solomon Schindler (1842–1915), deutsch-amerikanischer Rabbiner
- Arthur König (1843–1921), katholischer Theologe
- Gustav Lange (1846–1892), Kaufmann und Mitglied des Deutschen Reichstags
- Arthur von Broecker (1846–1915), deutscher Theologe
- Walter von Gersdorff (1848–1929), preußischer Generalleutnant und Kommandant von Magdeburg
- Max Foss (1850–1939), deutscher Seeoffizier und Schriftsteller
- Fedor Poppe (1850–1908), deutscher Porträt-, Genre- und Landschaftsmaler
- Edmund Lesser (1852–1918), deutscher Dermatologe
- Viktor von Kronhelm (1854–1910), preußischer Generalmajor
- Hermann Kunisch (1856–1893), deutscher Geologe und Paläontologe
- Arnold von Winckler (1856–1937), preußischer General
- Günther von Pannewitz (1857–1936), General der Infanterie
- Ferdinand von Prondzynski (1857–1935), deutscher Unternehmer und Politiker
- Oskar John von Freyend (1858–1926), preußischer Generalleutnant
- Thaddäus von Jarotzky (1858–1938), preußischer Generalleutnant
- Curt von Morgen (1858–1928), preußischer General der Infanterie und Forschungsreisender
- Karl Ilgner (1862–1921), deutscher Elektroingenieur
- Johannes von Busse (1862–1936), preußischer Generalleutnant
- Kurt Prinz von Buchau (1863–1918), preußischer Generalmajor

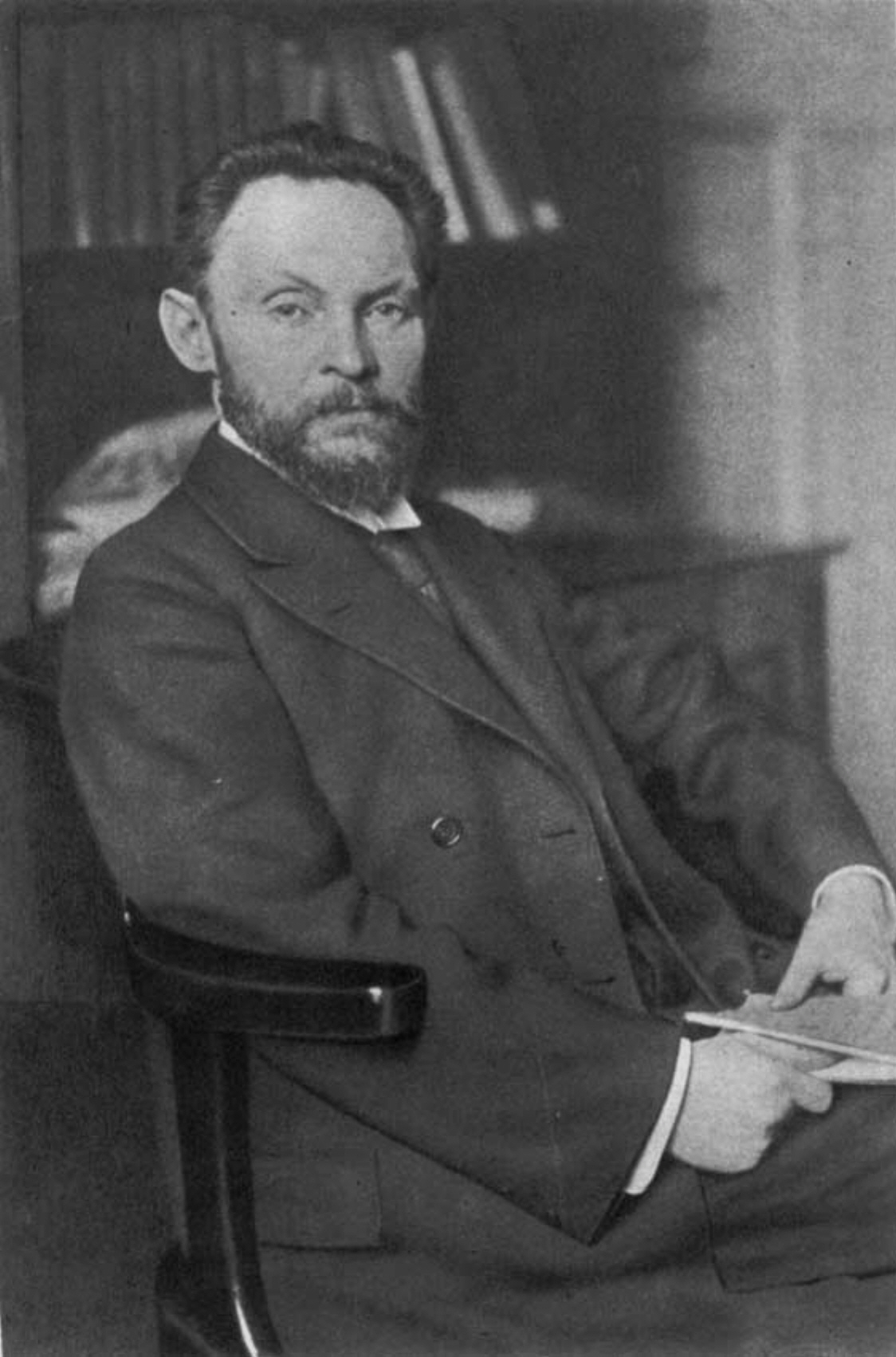
Martin Freund

- Martin Freund (1863–1920), deutscher Chemiker
- Richard von Berendt (1865–1953), deutscher General der Artillerie, Befehlshaber des Gruppenkommandos 1
- Franz Skutsch (1865–1912), klassischer Philologe
- Hans von Tresckow (1866–1934), deutscher Kriminalbeamter
- Paul Schwarz (1867–1938), Orientalist und Hochschullehrer
- Gustav Schläger (1869–1930), deutscher Lehrer und Vegetarier
- Georg Ronge (1869–1944), deutscher Verwaltungsjurist und Präsident des Landesfinanzamtes Münster
- Fritz Strohmeyer (1869–1957), deutscher Romanist
- Kurt Bloch (1871–1915), deutscher Verwaltungsbeamter und Politiker
- Hans Hellmann (1873–1900), Offizier der Kaiserlichen Marine
- Karl-Anton Schulte (1873–1948), Jurist und Politiker (Deutsche Zentrumspartei)
- Hellmuth von Steinwehr (1874–1951), deutscher Physiker und Physikochemiker
- Arthur Teuber (1875–1944), deutscher Drehbuchautor und Regisseur
- Walter Cimbal (1877–1964), deutscher Psychiater und Neurologe
- Alfred von Randow (1879–1958), Offizier und Freikorpsführer
- Sigismund Freyer (1881–1944), deutscher Springreiter und Offizier
- Ernst Smigelski (1881–1950), deutscher Musikwissenschaftler, Komponist, Musikkritiker, Kapellmeister, Schriftsteller, Ordenspriester und Theologe
- Otto Feige (1882–1951), Admiral der Kriegsmarine
- Martin Bloch (1883–1954), jüdischer deutscher, dann englischer Maler und Grafiker
- Kurt Urbanek (1884–1973), deutscher Verwaltungsjurist
- Wilhelm Schauder (1884–1961), deutscher Tierarzt und Hochschullehrer

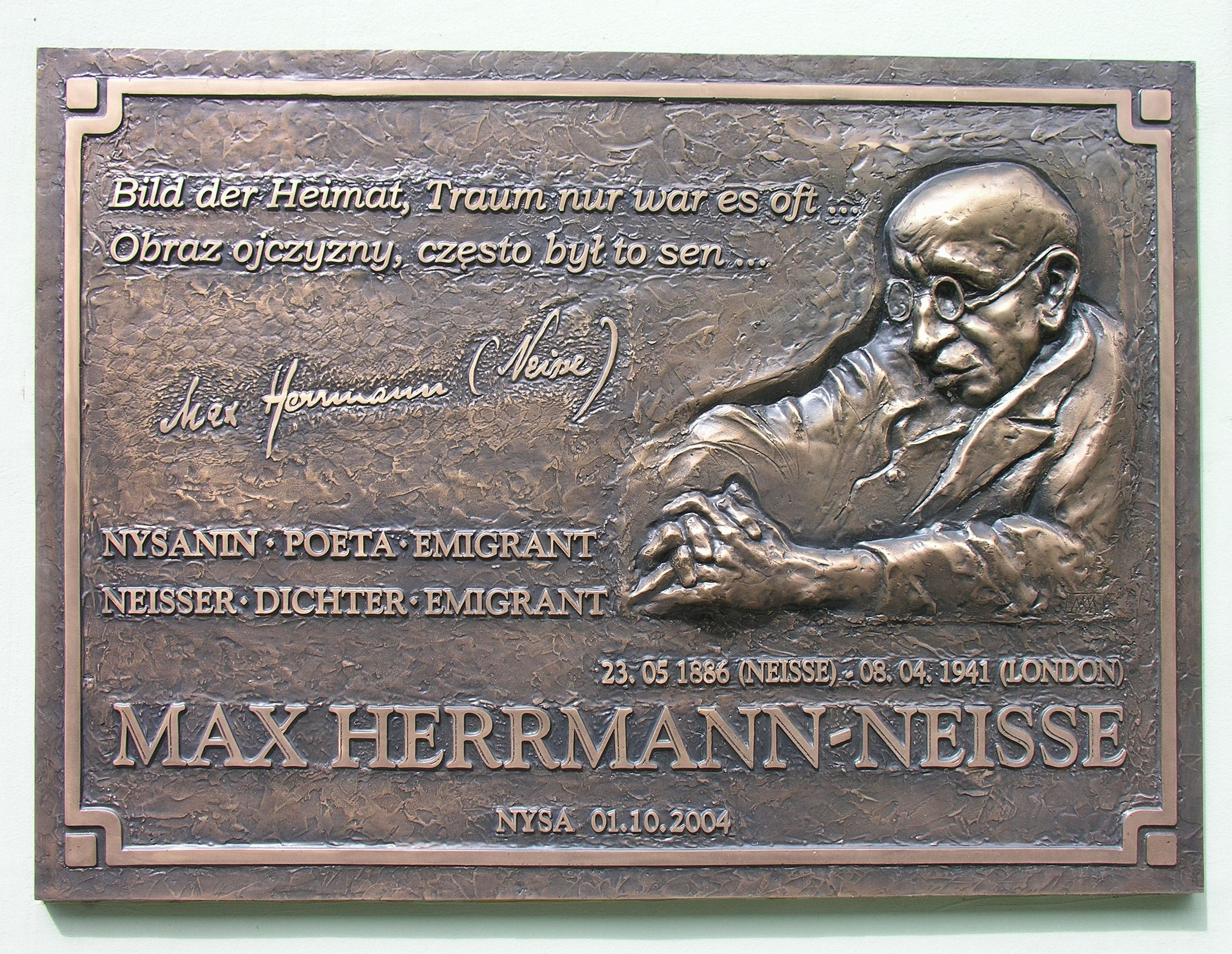
Gedenktafel für Max Herrmann-Neiße

- Hugo Hauke (1885–1967), deutscher Mediziner und SA-Führer
- Carl Hoffmann (1885–1947), Kameramann und Regisseur
- Walter Musshoff (1885–1971), deutscher General der Flieger der Luftwaffe
- Max Herrmann-Neiße (1886–1941), Lyriker, Erzähler, Essayist und Dramatiker
- Hans Schmidt (1886–1942), Politiker (SPD), Mitglied im preußischen Staatsrat
- Paul Haupt (1887–1964), deutscher Politiker (NSDAP), von 1936 bis 1945 Bürgermeister von Neuwied
- Albrecht Brand (1888–1969), Generalleutnant
- Franz Jung (1888–1963), Erzähler, Essayist, Journalist, Dramatiker und sozialistischer Politiker
- Ulrich Kahrstedt (1888–1962), deutscher Althistoriker
- Werner Schulemann (1888–1975), Pharmakologe
- Liane von Gentzkow (1888–nach 1943), deutsch-völkische Schriftstellerin
- Günther Schulemann (1889–1964), römisch-katholischer Theologe und Professor für Philosophie
- Karl Schodrok (1890–1978), Schriftsteller, Publizist
- Karl Hoffmann (1891–1969), Jurist
- Erich Rudzki (1891–?), deutscher SA-Führer
- Wilhelm Hasse (1894–1945), deutscher General der Infanterie der Wehrmacht
- Max Hodann (1894–1946), Arzt, Eugeniker und Sexualreformer
- Walter Schramm (1895–1966), Theaterregisseur und DEFA-Filmschauspieler
- Hertha Sponer (1895–1968), Physikerin
- Friedrich Wilhelm Krzywanek (1896–1946), deutscher Veterinärphysiologe
- Rudolf Nissen (1896–1981), Chirurg
- Margot Sponer (1898–1945), deutsche Romanistin

### 1901 bis 1945

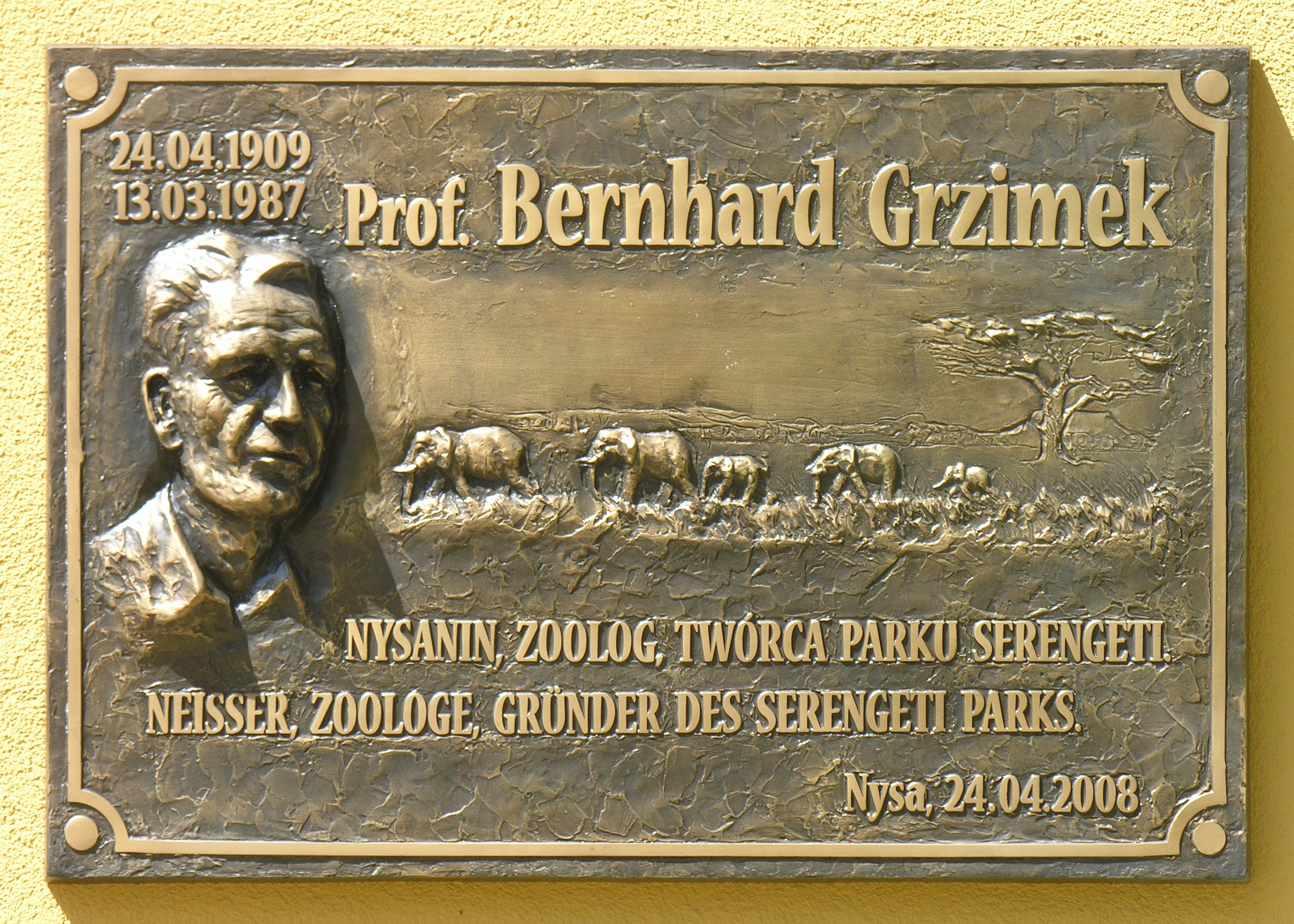
Gedenktafel für den Zoodirektor Bernhard Grzimek

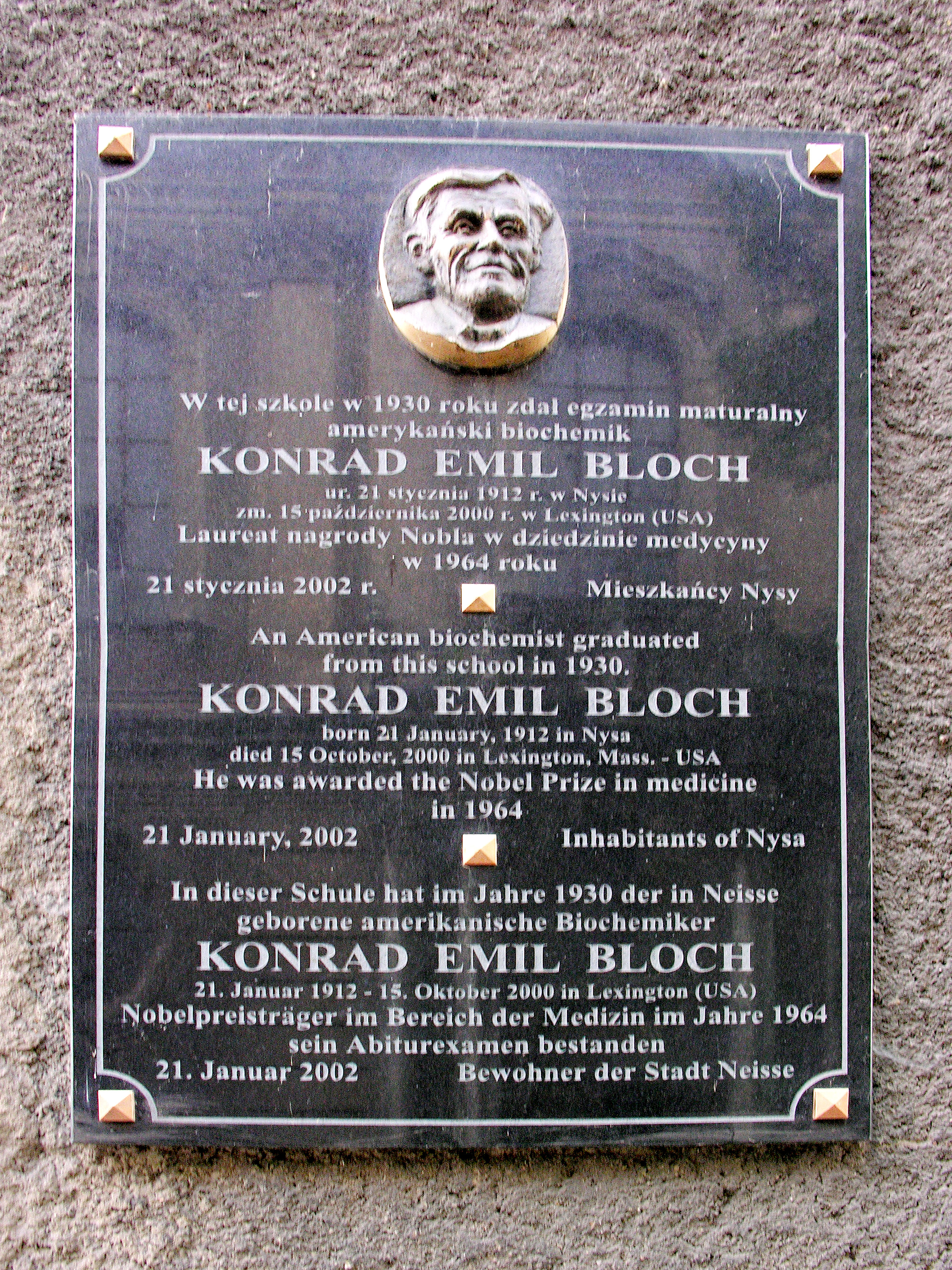
Gedenktafel für den Nobelpreisträger Konrad Bloch

- Rudolf Fränkel (1901–1974), Architekt und Hochschullehrer
- Joachim Hein (1901–1987), Arzt und Hochschullehrer
- Passima Hartelt (1903–1945), Steyler Missionsschwester und Märtyrin
- Karl Georg Saebisch (1903–1984), Schauspieler
- Karl Brückner (1904–1945), deutscher Politiker
- Emanuel Sperner (1905–1980), Mathematiker
- Hans-Joachim Caesar (1905–1990), Bankenjurist
- Erika Butenandt (1906–1995), Ehefrau des Nobelpreisträgers Adolf Butenandt
- Richard Kunisch (1907–nach 1970), deutscher Politiker
- Norbert Thienel (1907–1977), deutscher Verwaltungsjurist
- Johannes Binkowski (1908–1996), Publizist, Statthalter des Ritterordens vom Heiligen Grab zu Jerusalem.
- Karl Schubert (1908–1991), deutscher Schwimmer
- Bernhard Grzimek (1909–1987), Tierarzt, Zoodirektor und Naturschützer
- Margarete Gericke (1911–2006), deutsche Schriftstellerin
- Margot Zech-Weymann (1911–2004), Architektin
- Konrad Bloch (1912–2000), Biochemiker und Nobelpreisträger
- Bernhard Binkowski (1912–2002), Musikpädagoge
- Hilde Weström (1912–2013), deutsche Architektin
- Cläre Barwitzky (1913–1989), Seelsorgehelferin, Gerechte unter den Völkern
- Hans Karl Adam (1915–2000), Fernsehkoch
- Maria Paschalis Jahn (1916–1945), Ordensschwester, Selige
- Hellmut Glubrecht (1917–2009), deutscher Ingenieur und Hochschullehrer
- Hans Hartwig (1917–2012), Komponist, Dirigent und Violinist
- Heinrich Theissing (1917–1988), Weihbischof in Berlin, apostolischer Administrator in Schwerin
- Dieter Wachweger (* 1919), Jurist
- Ottmar Knacke (1920–2004), Metallurg, Rektor der RWTH Aachen
- Hans Guido Mutke (1921–2004), Jagdflieger, Verkehrspilot und Arzt
- Lothar Quinte (1923–2000), Maler
- Rudolf Langer (1923–2007), Lyriker und Erzähler
- Helmut Straube (1923–1984), deutscher Ethnologe und Afrikanist
- Alfred Zimmer (1923–2008), deutscher Arzt
- Hans Kubis (1924–1991), General
- Max Künstler (1924–2015), deutscher Politiker
- Heinrich Jarczyk (* 1925), Biologe und Maler
- Werner Froemel (1927–2009), deutscher Maler und Bildhauer
- Otto Roche (1929–1999), deutscher Gymnasiallehrer
- Clemens Rosner (1930–2019), katholischer Priester und Oratorianer
- Enno Walter (1930–2024), deutscher Brigadegeneral
- Helmut Rieger (1931–2014), deutscher Maler
- Rainer Rückert (1931–2022), Kunsthistoriker
- Nikolaus Simon (1935–2017), Architekt
- Hans-Joachim Strauch (1930–1996), Künstler und Kunstpädagoge
- Klaus Groh (* 1936), Künstler und Autor
- Manfred Blaschke (* 1936), deutscher Politiker
- Peter Horst Neumann (1936–2009), Lyriker, Essayist und Literaturwissenschaftler
- Stefan Knobloch (* 1937), römisch-katholischer Theologe
- Bernhard Walke (* 1940), Pionier der Mobilkommunikation
- Norbert Kruse (* 1942), Germanist
- Joachim J. Scholz (* 1942), deutscher Germanist
- Michael Morgental (* 1943), deutscher Schriftsteller und Übersetzer
- Peter Rieger (* 1944), deutscher Boxer
- Henning Wiesner (* 1944), Tierarzt, ehemals Zoodirektor in München

## In Nysa geborene Persönlichkeiten

### 1945 bis 2000
- Zygmunt Kukla (1948–2016), polnischer Fußballspieler
- Ryszard Waśko (* 1948), polnischer Multimediakünstler
- Ryszard Zawadzki (* 1951), Abgeordneter des Sejm
- Jaroslav Studzizba (1955–2025), polnischer Fußballspieler
- Roman Wójcicki (* 1958), Fußballspieler und -trainer
- Henryk Okarma (* 1959), polnischer Biologe
- Ewa Wiśnierska-Cieślewicz (* 1971), Gleitschirmpilotin
- Jakub Jarosz (* 1987), polnischer Volleyballspieler
- Marian Blazinski (* 1988), deutscher Leichtathlet
- Kamila Urzędowska (* 1994), polnische Schauspielerin

## Weitere mit der Stadt verbundene Persönlichkeiten

### Bis 1800

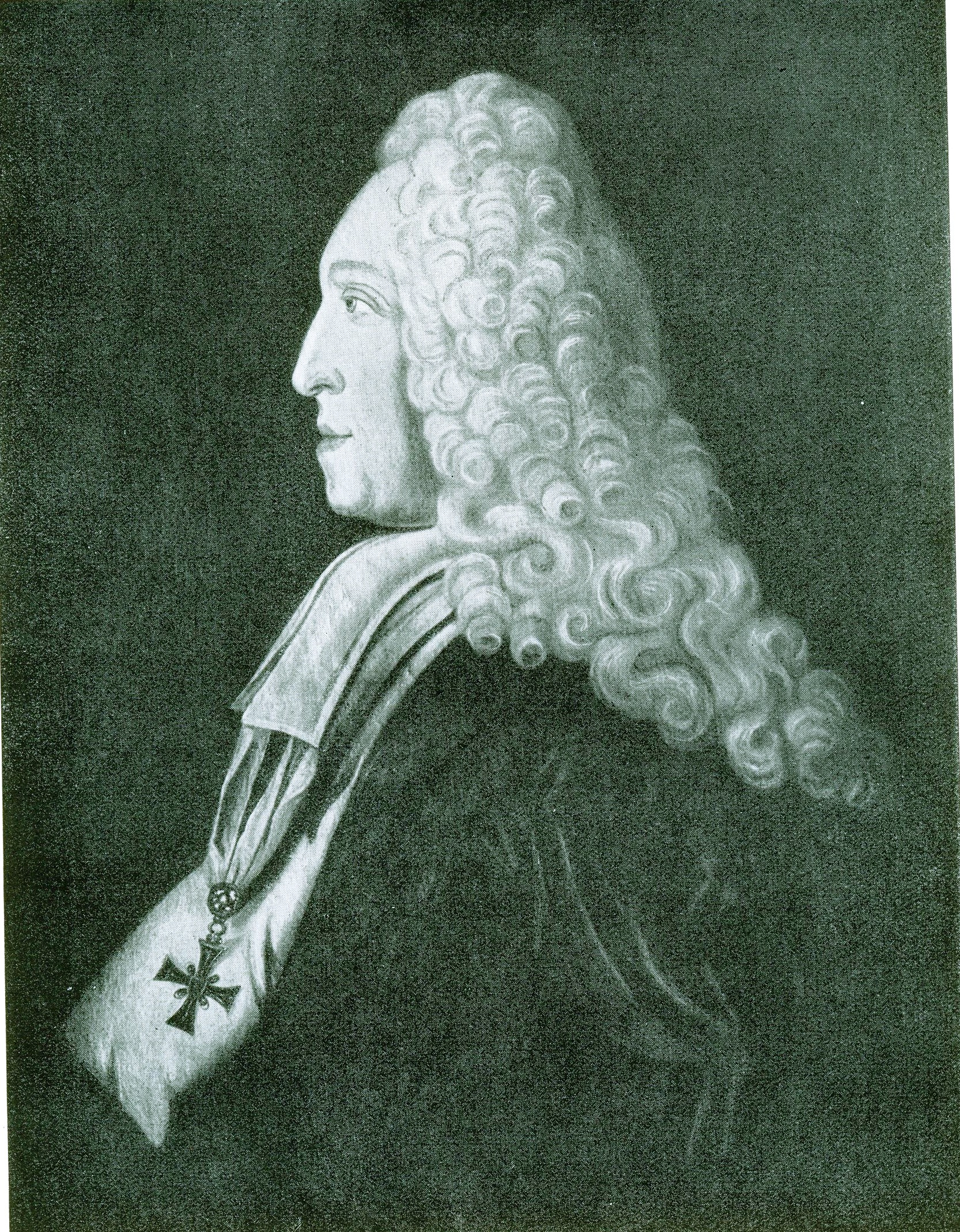
Franz Ludwig von Pfalz-Neuburg

- Johann IV. Roth (1426–1506), Fürstbischof von Breslau, verstarb in Neisse
- Johannes V. Thurzo (1466–1520), Fürstbischof von Breslau, verstarb in Neisse
- Jakob von Salza (1481–1539), Fürstbischof von Breslau, verstarb in Neisse
- Balthasar von Promnitz (1488–1562), Fürstbischof von Breslau, verstarb in Neisse
- Friedrich Staphylus (1512–1564), lutherischer und römisch-katholischer Theologe, Mitbegründer Priesterseminar in Neisse
- Martin von Gerstmann (1527–1585), Fürstbischof von Breslau, verstarb in Neisse
- Caspar Schleupner (1535–1598), deutscher Rechenmeister, Deutschlehrer in Neisse
- Andreas von Jerin (1540–1596), Fürstbischof von Breslau, verstarb in Neisse
- Christoph Kirmeser (* um 1550), Rektor der Neisser Pfarrschule
- Johann VI. von Sitsch (1552–1608), Fürstbischof von Breslau, verstarb in Neisse und in der Pfarrkirche St. Jakobus bestattet
- Paul Albert (1557–1600), Bischof von Breslau und Landeshauptmann von Neisse
- Valens Acidalius (1567–1595), deutscher Humanist, verstarb in Neisse
- Christoph Scheiner (1573–1650), Rektor des Jesuitenkollegs, Astronom, Mitentdecker der Sonnenflecken
- Stefano Bernardi (1577–1637), italienischer Komponist, zeitweise Hofkapellmeister in Neisse
- Karl von Österreich (1590–1624), Fürstbischof von Breslau sowie Hochmeister des Deutschen Ordens
- Johann Balthasar Liesch von Hornau (1592–1661), Weihbischof von Breslau, verstarb in Neisse
- Franz Ludwig von Pfalz-Neuburg (1664–1732), Fürstbischof von Breslau, ließ den Bischofspalast und das Kreuzherrenstift errichten
- Johann Brunetti (1646–1703), Titularbischof von Lacedaemonia und Weihbischof in Breslau sowie von 1700 bis 1703 Regierungspräsident des bischöflichen Fürstentums Neisse
- Christoph Tausch (1673–1731), österreichischer Architekt und Maler, Erbauer des Jesuitenkollegium in Neisse
- Kurt Christoph von Schwerin (1684–1757), preußischer Generalfeldmarschall, Festungskommandant von Neisse
- Johann George Pfister (1697–nach 1752), deutscher Goldschmied, Niederlassung in Neisse
- Joachim Christian von Tresckow (1698–1762), Festungskommandant von Neisse von 1747 bis 1762
- Friedrich Julius von Schwerin (1699–1747), preußischer Generalmajor, verstarb in Neisse
- Karl Dankwart (?–1704), Hof- und Kirchenmaler, schuf die Malereien in der Jesuitenkirche St. Marien und verstarb in Neisse
- Johann Heinrich von Holtzmann (1706–1776), preußischer Oberst und Kommandeur, verstarb in Neisse
- Johann von Grant (1710–1764), Festungskommandant von Neisse von 1762 bis 1764
- Karl August von Schwartz (1715–1791), preußischer Generalleutnant, verstarb in Neisse
- Hans Christoph von Rothkirch (1717–1785), königlich-preußischer Generalleutnant, lebte und verstarb in Neisse
- Rudolph Heinrich von Winterfeldt (1720–1788), preußischer Oberst, verstarb in Neisse
- Friedrich Ernst von Zabeltitz (1723–1773), preußischer Oberst, verstarb in Neisse
- Nikolaus Reinhard von Hanenfeldt (1723–1805), preußischer Generalleutnant, verstarb in Neisse
- Balthasar Ludwig Christian von Wendessen (1724–1797), preußischer Generalleutnant, Gouverneur von Neisse
- Gottlieb Heinrich von Becker (1727–1804), preußischer Oberst, verstarb in Neisse
- August Wilhelm von Vietinghoff (1728–1799), preußischer Generalleutnant, Gouverneur von Neisse
- Johann Peter von Delpons (1732–1807), preußischer Oberst, verstarb in Neisse
- Heinrich von der Lahr (1734–1816), preußischer Generalleutnant, verstarb in Neisse
- Johann Anton von Freund (1734–1809), preußischer Generalmajor, verstarb in Neisse
- Georg von Steensen (1734–1812), preußischer Generalmajor, verstarb in Neisse
- Johann Philipp Benjamin von Weger (1736–1809), preußischer Generalmajor, Kommandant des Fort Preußen in Neisse
- Paul Friedrich Wernitz (1738–1826), preußischer Oberst, verstarb in Neisse
- Karl von Pelchrzim (1742–1807), preußischer Generalmajor, verstarb in Neisse
- Friedrich Wilhelm von Müffling (1742–1808), preußischer Generalmajor, verstarb in Neisse
- Emanuel von Schimonsky (1752–1832), Kanoniker und Fürstbischof von Breslau
- Carl Andreas von Boguslawski (1758–1817), preußischer Generalmajor, Kommandeur in Neisse
- Eugen von Raumer (1758–1832), preußischer Generalmajor, Kommandeur in Neisse
- Michael Heinrich von Losthin (1762–1839), preußischer Generalmajor, verstarb in Neisse
- Johann Conrad Wilhelm Petiscus (1763–1825), deutscher Musikschriftsteller, verstarb in Neisse
- Johann Carl Ludwig Braun (1771–1835), preußischer Generalleutnant, Gründete in Neisse die erste preußische Artillerie-Werkstatt
- Gustav Xaver Reinhold von Ryssel (1771–1845), preußischer General der Infanterie, Kommandant von Neisse
- Karl Söffner (1773–1837), Vizedirektor beim Fürstentumsgericht in Neisse und Präses der Oberhofspitalkommission
- Wilhelm von Braunschweig (1775–1854), preußischer Generalmajor, verstarb in Neisse
- Ewald von Busse (1776–1852), preußischer Generalmajor, verstarb in Neisse
- Karl Heinrich von Kurssel (1780–1853), preußischer Generalleutnant, Kommandant der Festung Neisse
- Karl von Rheinbaben (1781–1843), preußischer Generalleutnant, Kommandant der Festung Neisse
- Friedrich von Restorff (1783–1848), preußischer Offizier, zweiter Kommandant von Neisse
- Ulrich von Barner (1786–1846), preußischer Generalleutnant, verstarb in Neisse

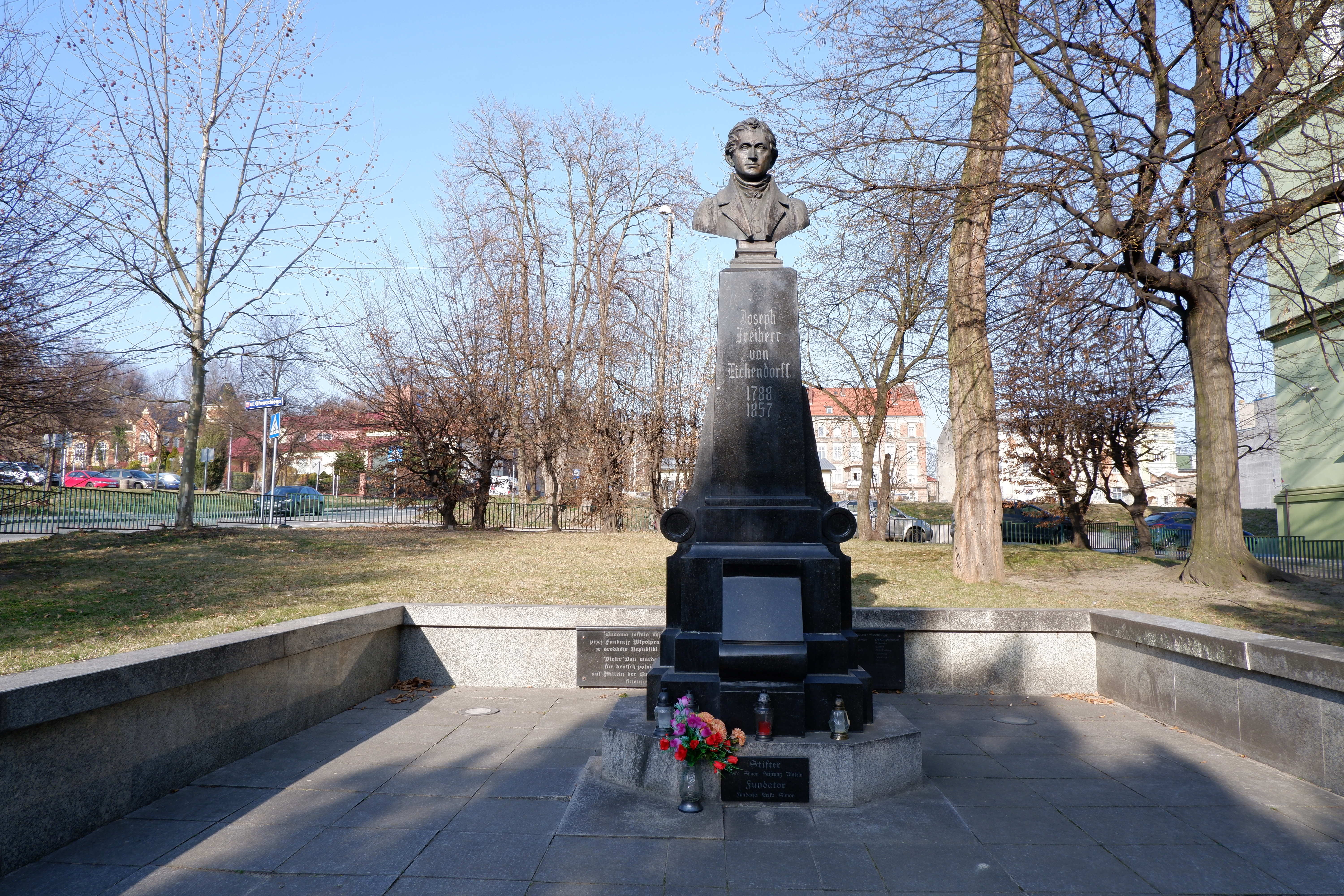
Joseph-von-Eichendorff-Denkmal in Neisse

- Joseph Freiherr von Eichendorff (1788–1857), Dichter der Romantik, lebte und verstarb in Neisse
- Wilhelm von Tresckow (1788–1874), preußischer Generalleutnant, verstarb in Neisse
- Aloysia von Eichendorff (1792–1855), Ehefrau des Joseph von Eichendorffs
- August Daniel von Binzer (1793–1868), deutscher Dichter, verstarb in Neisse
- Joseph Edward von Gillern (1794–1845), deutscher Maler und Porträtist, Lebte in Neisse
- Christian Friedrich Koch (1798–1872), deutscher Jurist, verstarb in Neisse
- Carl Leopold Lohmeyer (1799–1873), Apotheker, nahm in Neisse bereits rund zehn Jahre vor der Einführung eines Staatstelegraphen in Preußen ein brauchbares Telegraphiesystem in Betrieb
- August Wentzel (1799–1860), deutscher Jurist und Politiker, Direktor des Fürstentumsgerichts in Neisse

### 1801 bis 1900
- Albert August von Unwerth (1804–1866), deutscher Jurist, Regierungsrat in Neisse
- Hermann Kunibert Neumann (1808–1875), Schriftsteller und Militär, lebte und starb in Neiße
- Hermann Albert Leopold Morgen (1810–1884), preußischer Generalmajor, verstarb in Neisse
- Heinrich von Massow (1810–1896), preußischer Generalmajor, Kommandant von Neisse
- Ferdinand von Natzmer (1815–1868), preußischer Generalmajor
- Ferdinand Wilhelm von Bock (1819–1884), preußischer Generalleutnant, verstarb in Neisse
- Adolph Lesser (1819–1898), deutscher Reichsgerichtsrat, zeitweise Kriegsrichter in Neisse
- Rudolf von Neumann-Cosel (1822–1888), preußischer Generalmajor und Ehrenbürger von Neisse
- Gottlieb Ziermann (1824–1895), preußischer Generalmajor, verstarb in Neisse
- Ferdinand Schuppe (1831–1894), katholischer Kirchenbeamter, fürstbischöflicher Stiftsassessor in Neisse
- Johannes Maria Assmann (1833–1903), katholischer Geistlicher, zeitweise Pfarrer in Neisse
- Johannes Oberdick (1835–1903), deutscher Klassischer Philologe, Oberlehrer am Gymnasium Neisse
- Henri Duveyrier (1840–1892), französischer Afrikareisender, 1870 als Gefangener in der Festung Neisse
- Emin Pascha (1840–1892), Afrikaforscher, lebte in Neisse
- Johannes Hellmann (1840–1924), Jurist und Verwaltungsbeamter, Ehrenvorsitzender der Freiwilligen Feuerwehr Neisse und Ehrenbürger
- Albert Horn (1840–1921), Jurist und Ehrenbürger von Neisse
- Adolf Kiepert (1845–1911), Verleger, Buchhändler in Neisse
- Peter Spahn (1846–1925), deutscher Jurist und Politiker, Präsident des Katholikentages 1899 in Neisse
- Adolf von Fetter (1846–1919), preußischer General der Infanterie, Direktor der Kriegsschule Neisse
- Julius Heiberg (1846–1919), deutscher Staatsanwalt, Staatsanwalt in Neisse

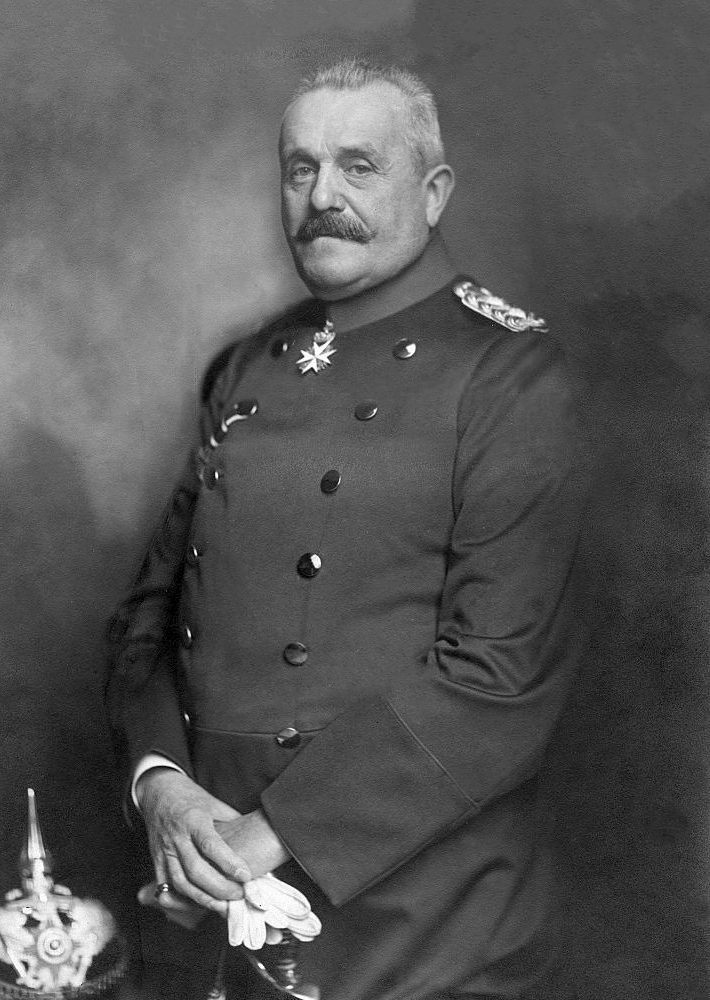
Remus von Woyrsch

- Remus von Woyrsch (1847–1920), preußischer Generalfeldmarschall, Ehrenbürger von Neisse
- Max von Weddig (1848–1920), preußischer Generalmajor, zeitweise Inspektionsoffizier an der Kriegsschule in Neisse
- Theodor Leutwein (1849–1921), preußischer Generalmajor, Lehrer an der Kriegsschule in Neisse
- Bernhard Solger (1849–1935), deutscher Anatom und Hochschullehrer, verstarb in Neisse
- Curt Baerensprung (1851–1896), deutscher Militärarzt, verstarb in Neisse
- Franz Eckert (1852–1916), deutscher Komponist, Militärmusiker in Neisse
- Augustin Josef Nürnberger (1854–1910), katholischer Theologe, Oberlehrer am Gymnasium
- Otto Leisegang (1861–1945), deutscher evangelischer Theologe, Divisionspfarrer in Neisse
- Paul Kollibay (1863–1919), deutscher Ornithologe und Rechtsanwalt, Stadtverordnetenvorsteher in Neisse
- Franz Thilo (1863–1941), deutscher Verwaltungsjurist, verstarb in Neisse
- Anna Bernard (1865–1938), deutsche Heimatschriftstellerin, verbrachte ihre Kindheit in Neisse
- August Grötzner (1867–nach 1932), Politiker, Vorsitzender der Sozialdemokraten in Neisse
- Willibald Köhler (1886–1976), deutscher Schriftsteller und Lehrer, Leiter des Deutschen Eichendorff-Museums
- Carl Drolshagen (1870/71–1934), deutscher Kartographiehistoriker, verstarb in Neisse
- Bernhard Strehler (1872–1945), Mitbegründer der Quickborn-Bewegung

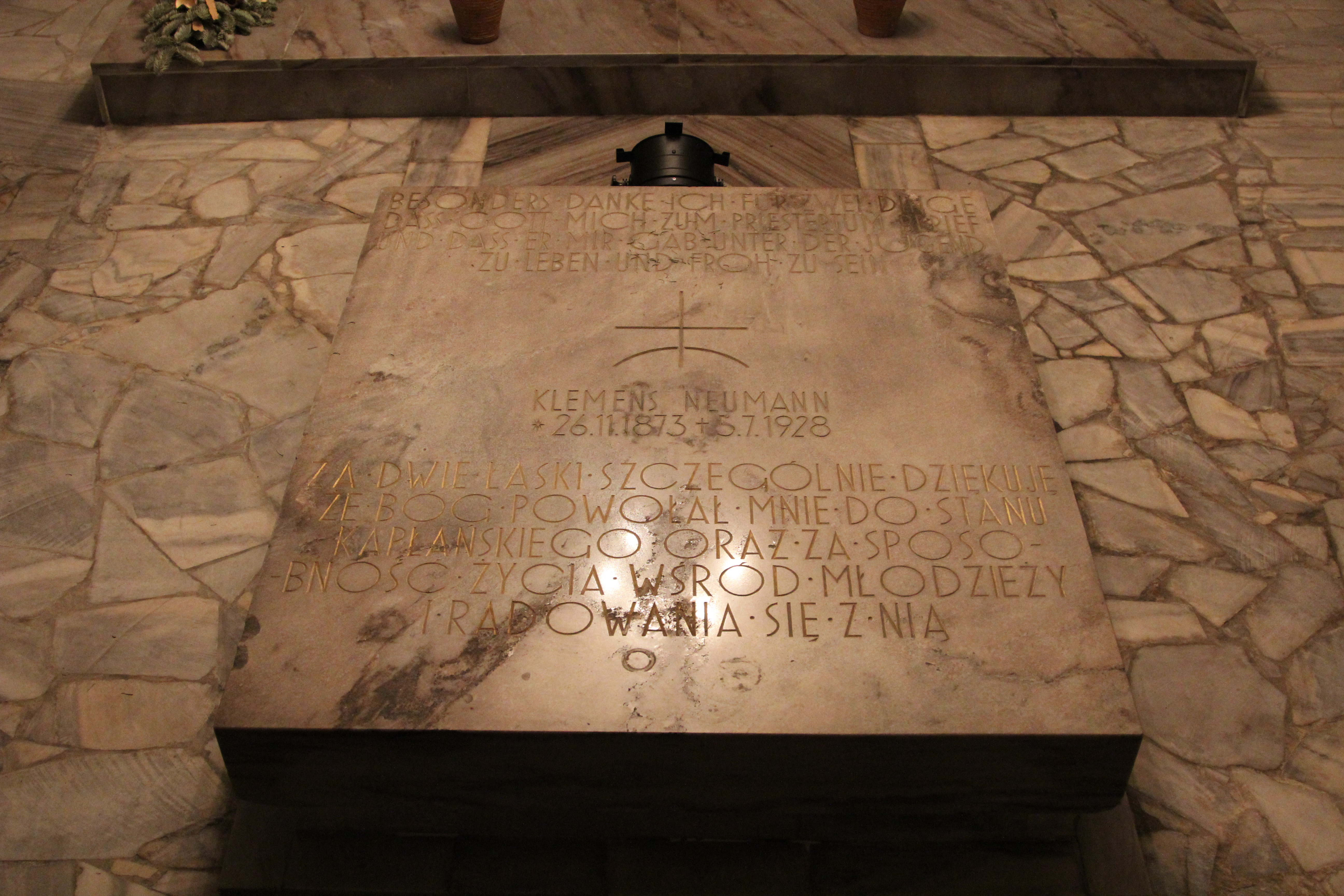
Grabstein von Klemens Neumann in der Krypta der St.-Jakobus-Kirche

- Klemens Neumann (1873–1928), Mitbegründer der Quickborn-Bewegung, Hrsg. des Liederbuches Der Spielmann
- Gerd von Rundstedt (1875–1953), Wehrmachtoffizier, zuletzt Generalfeldmarschall und Oberbefehlshaber des in Neisse stationierten AOK12
- Ludwig Leichtweiß (1878–1958), deutscher Wasserbauingenieur und Hochschullehrer, Regierungsbaumeister in Neisse
- Johannes Reinelt (1878–1906), deutscher Schriftsteller und schlesischer Dialektdichter, Oberlehrer in Neisse
- Lukas Mrzyglod (1884–1952), Maler, lebte in Neisse
- Angela Zigahl (1885–nach 1933), deutsche Lehrerin und Politikerin, Stadtverordnete in Neisse
- Richard Adolf Zutt (1887–1938), Schweizer Bildhauer, Leiter der Ostdeutschen Werkstätten in Neisse
- Benno Sonsalla (1888–1945), deutscher römisch-katholischer Geistlicher, Guardian des Klosters Neisse
- Charles de Gaulle (1890–1970), französischer General und Staatsmann; im Ersten Weltkrieg Kriegsgefangener in der Festung Neisse
- Gerhard Strecke (1890–1968), deutscher Musikpädagoge und Komponist, Lehrer in Neisse
- Walter Model (1891–1945), deutscher Heeresoffizier, besuchte die Neisser Kriegsschule
- Nini Dombrowski (1899–1960), Musikpädagogin, Mitherausgeberin des Liederbuches Der Spielmann

### 1901 bis heute
- Otto Zirnbauer (1903–1970), Bildhauer, von 1925 bis 1928 in den Ostdeutschen Werkstätten/Neisse tätig[1]
- Michael Jary (1906–1988), deutscher Komponist, Kapellmeister am Neisser Theater
- Wacław Wycisk (1912–1984), Weihbischof in Opole, lehrte am Priesterseminar in Neisse
- Antoni Adamiuk (1913–2000), Weihbischof in Opole, lehrte am Priesterseminar in Neisse
- Alojzy Marcol (1931–2017), polnischer Priester, Rektor der St.-Franziskus-Kirche in Neisse
- Jan Kopiec (* 1947), Bischof von Gliwice, Studierte am Priesterseminar in Nysa
- Paweł Stobrawa (* 1947), emeritierter Weihbischof in Oppeln, studierte am Priesterseminar in Nysa
- Piotr Jaskóła (* 1952), polnischer katholischer Priester und Professor der Theologie am Priesterseminar Nysa[2]
- Janusz Szrom (* 1968), polnischer Jazz-Sänger und Komponist, absolvierte seine Musikausbildung in Neisse
- Andrea Rischka (* 1991), schlesische Sängerin, studierte in Neisse

## Ehrenbürger der Stadt

### Stadt Neisse (bis 1945)
- Rudolf von Neumann-Cosel (1822–1888), preußischer Generalmajor
- Johannes Hellman (1840–1924), Jurist und Verwaltungsbeamter, Vorsitzender der freiwilligen Feuerwehr Neisse
- Albert Horn (1840–1921), Jurist

### Stadt Nysa (ab 1945)
- Kazimierz Cybulski[3]
- Ks. Ginter Grothe
- Marian Smutkiewicz
- Ryszard Knosala
- Josef Holtermann
- Marta Klubowicz
- Bernward Trouw
- Vlasta Vitaskowa
- Joachim Gerhard
- Bernhard Serwuschok
- Karl - Heinz Kocar
- Mikołaj Andrijczuk
- Bartosz Kurek
- Ks. Mikołaj Mróz

## Absolventen des Gymnasiums in Neisse

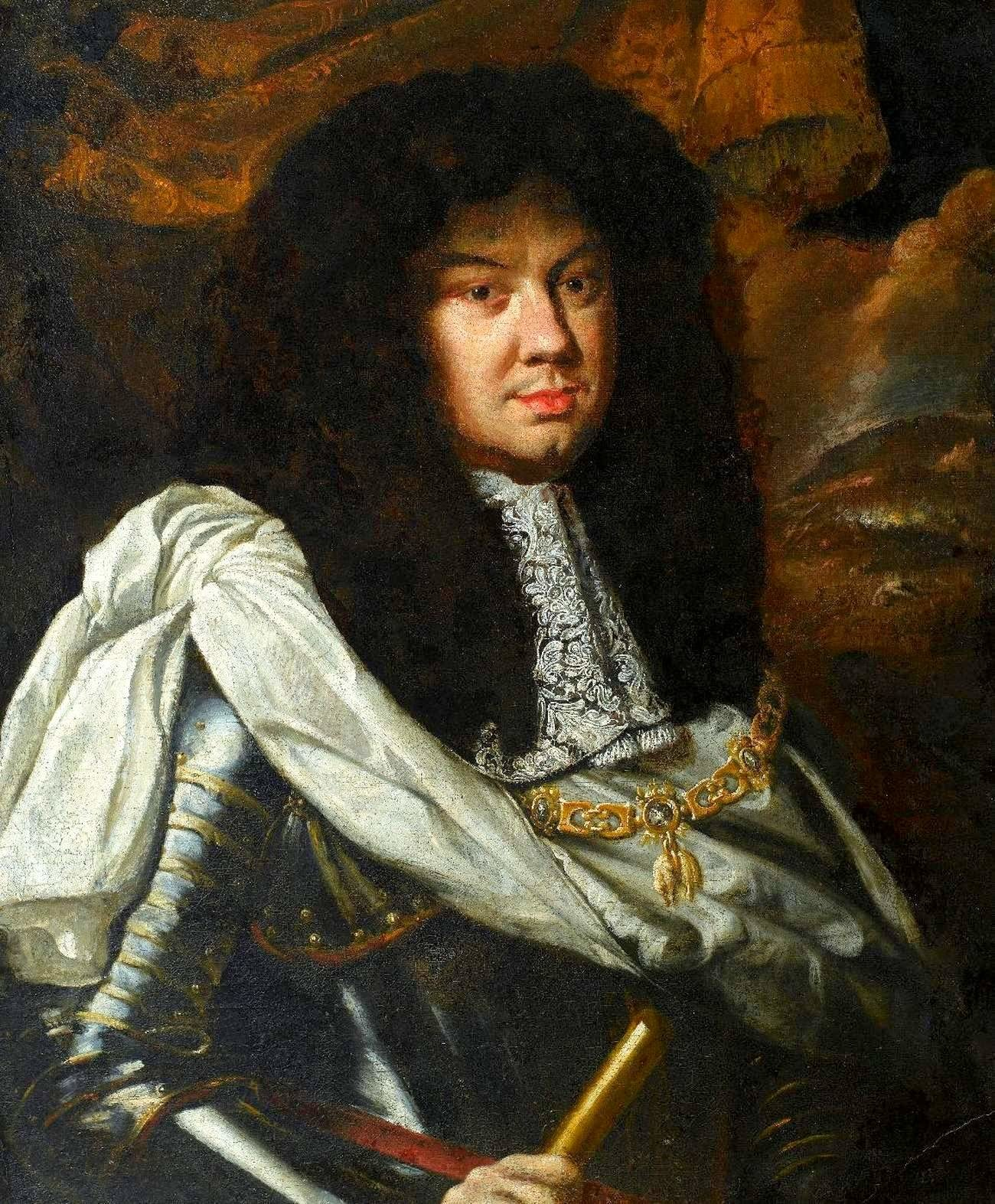
Michael I., König von Polen

- Michael Korybut Wiśniowiecki (1640–1673), später König von Polen[4]
- Innozenz Fritsch (1655–1734), Abt der Zisterzienserabtei Grüssau
- Jakob Louis Heinrich Sobieski (1667–1737), Sohn des polnischen Königs Johann III. Sobieski
- Christoph Liebich (1783–1874), böhmischer Forstmann und Forstwissenschaftler
- Constantin Wilhelm Lambert Gloger (1803–1863), deutscher Zoologe und Ornithologe
- Anton Leopold Allnoch (1806–1888), deutscher Politiker
- Friedrich Rieger (1811–1885), deutscher Sänger
- Julius Günther (1824–1909), deutscher Richter und Abgeordneter
- Johannes Schneider (1824–1876), römisch-katholischer Pfarrer
- Carl Szmula (1828–1890), deutscher Arzt
- Joseph Jahnel (1834–1897), Propst der St.-Hedwigs-Kathedrale in Berlin
- Adam Krawutzcky (1842–1907), deutscher katholischer Theologe
- Friedrich von Francken-Sierstorpff (1843–1897), deutscher Rittergutsbesitzer und Hofbeamter
- Joseph Wolny (1844–1908), katholischer Geistlicher und Mitglied des Deutschen Reichstags

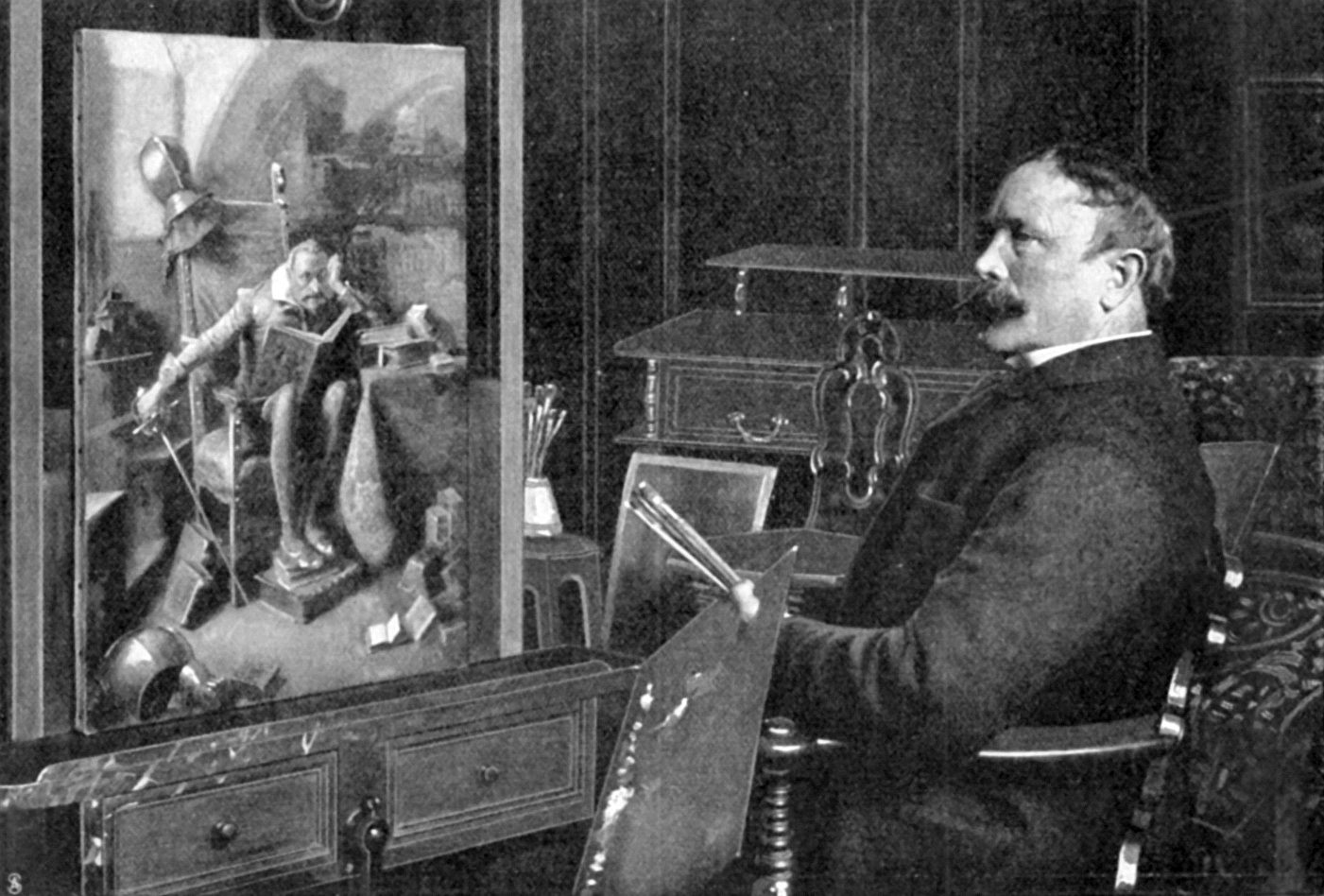
Eduard Grützner

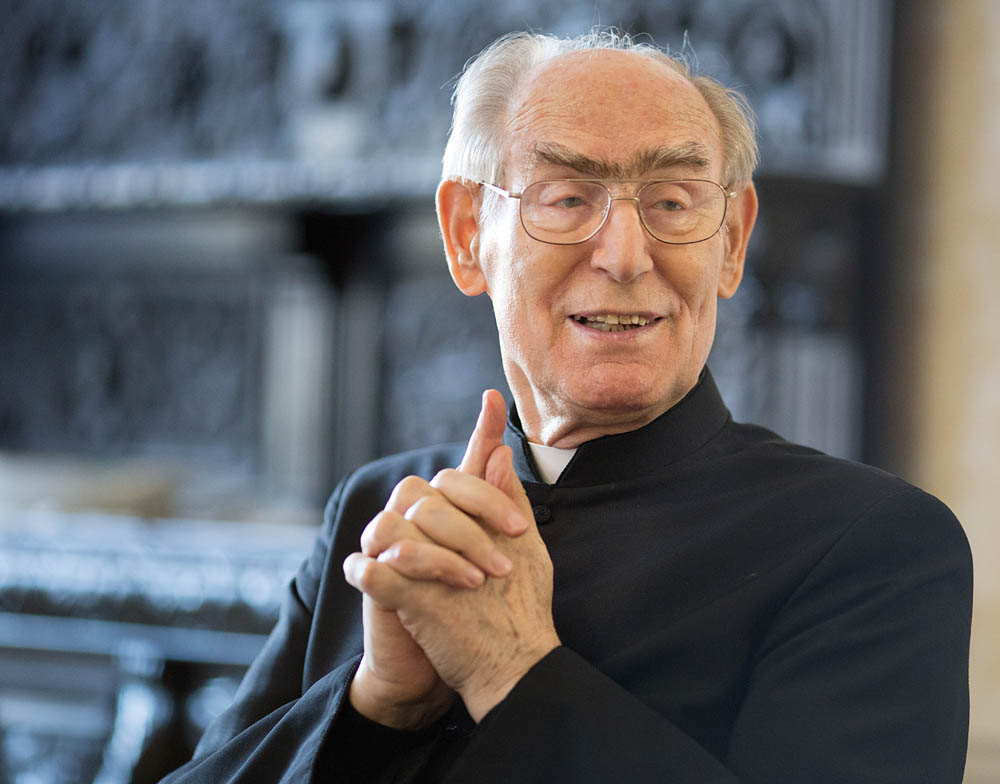
Alfons Nossol

- Eduard von Grützner (1846–1925), deutscher Genremaler
- Karl Augustin (Weihbischof) (1847–1919), Weihbischof in Breslau
- Guido Brause (1847–1922), deutscher Offizier und Botaniker
- Victor II. Amadeus von Ratibor (1847–1923), deutscher Standesherr
- Emil von Scotti (1848–1929), preußischer Generalleutnant
- Erich Kling (1854–1892), deutscher Offizier und Forschungsreisender
- Hans Rösener (1856–1935), deutscher Architekt und preußischer Baubeamter
- Emil Gotschlich (1870–1949), deutscher Arzt und Hygieniker
- Ryszard Gansiniec (1888–1958), polnischer Klassischer Philologe
- Siegfried Jaeckel (1892–1970), deutscher Biologe und Zahnarzt
- Rudolf Nissen (1896–1981), Chirurg in Berlin, Istanbul, New York und Basel
- Alojzy Liguda (1898–1942), polnischer Ordenspriester, Seliger
- Konrad Bloch (1912–2000), Biochemiker und Nobelpreisträger
- Gerhard Werner (1912–1988), Politiker
- Reinhard Schindler (1912–2001), deutscher Prähistoriker
- Hubert Sonneck (1913–1984), deutscher Offizier
- Heinz Lechmann (1920–2007), deutscher Jurist und Politiker
- Alfons Nossol (* 1932), römisch-katholischer Theologe und emeritierter Bischof von Oppeln